# Koekoeksjong
Koekoeksjong (Engels:The Cuckoo's Calling) is een detectiveroman geschreven door de Britse schrijfster J.K. Rowling, uitgebracht in april 2013 onder het pseudoniem Robert Galbraith.

## Plot
Cormoran Strike is een privédetective en voormalig militair die een been verloren is in Afghanistan. Het zit Strike niet mee. De zaken gaan niet goed en het is net uit met zijn vriendin, waardoor hij gedwongen wordt in een veldbed op zijn kantoor te blijven slapen. Ondanks zijn geldnood door het gebrek aan opdrachten, krijgt hij toch een interimsecretaresse toegewezen, namelijk Robin. 
Enige tijd later krijgt hij dan eindelijk nog eens een opdracht. Hij wordt bezocht door John Bristow, die de zelfmoord van zijn adoptiezus én topmodel Lula Laundry wil laten onderzoeken. John is de broer van een van zijn schoolvrienden, Charlie Bristow. Charlie stierf toen ze nog jong waren, en daarom adopteerden de ouders Lula. Zij zou zogezegd zelfmoord hebben gepleegd door van het balkon van haar Londens appartement af te springen, maar Bristow weigert te geloven dat Lula zelfmoord heeft gepleegd.
Samen met Robin onderzoekt Cormoran alle mogelijke personen waarmee Lula de afgelopen tijd nog in contact is gekomen. Hij interviewt mensen zoals haar chauffeur, designer en bodyguard, maar ook haar beste en dakloze vriendin Rochelle, haar geadopteerde oom Tony Laundry, en haar vriendje Evan Duffield. Na verloop van tijd verneemt Strike van de onderbuurvrouw van Lula Laundry dat zij op de bewuste avond hoorde hoe Lula door iemand van het balkon geduwd werd, maar dat niet mocht zeggen van haar man. Niet lang daarna wordt Rochelle ook nog eens dood teruggevonden.
Uiteindelijk ontdekt Strike dat Lula in de periode voor haar dood nogal wat research deed naar haar biologische familie, en dat ze haar hele fortuin aan hen wilde nalaten. Niet lang daarna weet Cormoran Strike de zaak op te lossen. Hij ontdekt dat John Bristow in feite Lula van het balkon heeft geduwd, zodat hij haar fortuin van 10 miljoen pond zou erven. Hij was ook degene die Charlie van de klif had afgeduwd zoveel jaar geleden, en degene die Rochelle gedood heeft, omdat deze hem chanteerde. Door Strike in te schakelen hoopte Bristow dat men Lula’s biologische broer als echte moordenaar zou zien, de persoon aan wie Lula haar fortuin wilde nalaten. Strike vertelt zijn bevindingen allemaal rechtstreeks aan John. Bristow wordt hierop woedend en wil Cormoran neersteken, maar die wordt net gered wanneer Robin het kantoor betreedt.
Het verhaal eindigt met Strike die een groene jurk koopt voor Robin, een waarvan ze verteld had dat ze die graag zag toen ze in die winkel op bezoek waren bij het onderzoek. Hoewel de zaken nog altijd niet geweldig gaan, besluiten ze dat Robin blijft als secretaresse. Het boek eindigt met Strike die een afspraak maakt met de dokter voor zijn geamputeerde been, waar hij constant pijn heeft.

## Achtergrond
Door de jaren heen heeft Rowling vaak gesproken over het schrijven van een detectiveroman. In 2007 verklaarde auteur Ian Rankin op het Edingburgh Book Festival dat zijn vrouw Rowling had gespot in een café, waar ze naar eigen zeggen werkte aan een detectiveroman. Rankin trok zijn verklaring later terug en noemde het een grap. De geruchten waren echter hardnekkig en in 2012, voor de publicatie van Een goede raad, speculeerde de krant The Guardian dat Rowlings volgende boek een detectiveroman zou betreffen.

## Publicatie en ontvangst
The Cuckoo's Calling werd gepubliceerd op 18 april 2013 door uitgeverij Little, Brown & Company en stond sinds 14 juli 2013 op nummer 30.486 van de Amazon.com lijst van best verkopende boeken. Later die dag, toen eenmaal bekend was geraakt dat het boek in werkelijkheid door Rowling was geschreven, stond het op nummer een.

## Vervolgen
Intussen zijn er tot en met 2023 zes vervolgen uitgekomen op "Koekoeksjong", eveneens met Cormoran Strike in de hoofdrol.
- The silkworm (2014), vertaald als Zijderups
- Career of evil (2015), vertaald als Het Slechte Pad
- Lethal White (2018), vertaald als Witte Dood
- Troubled blood (2020), vertaald als Kwaad Bloed
- The Ink Black Heart (2022), vertaald als Inktzwart Hart
- The Running Grave (2023), vertaald als Stromend Graf